# 种福堂
种福堂俗称“王家厅”，位于浙江省嘉兴市嘉善县西塘镇西街社区下西街65号，狭窄的石皮弄东侧，弄西侧即尊闻堂。东侧不远为礼耕堂弄。
种福堂建于清代，是一处典型的江南名门望族的大宅。据王氏家谱记载，系宋代御营司都统制王渊（1077—1129年）后代的宅院。建炎三年（1129年），王渊护驾宋高宗赵构渡江至镇江，因护驾有功而加封，1129年在“明受之变”中被杀。王家在清代经商致富，又在尊闻堂东侧购地，兴建种福堂大宅。1949年以后，种福堂实施私房改造，住进二三十户人家，大厅种福堂曾是下西街居委会的办公地。1971年，在荒废的后花园遗址上建成西塘汽车站。
大宅前后七进，外加后花园。第二进为轿厅。第三进的正厅命名种福堂，面阔12米，开14扇嵌花描金的落地长窗，轩朗华丽。正堂匾额传为礼部右侍郎陈邦彦题写，保存完好。楼上下地面均铺方砖，为罕见的“厅上厅”。
2011年1月7日，王宅作为西塘建筑群的子项，公布为第六批浙江省文物保护单位。